# Chris Godfrey
Chris Godfrey (Detroit, 17 de maio de 1958) é um ex-jogador profissional de futebol americano estadunidense. Ele foi campeão da temporada de 1986 da National Football League jogando pelo New York Giants.